# John Digweed

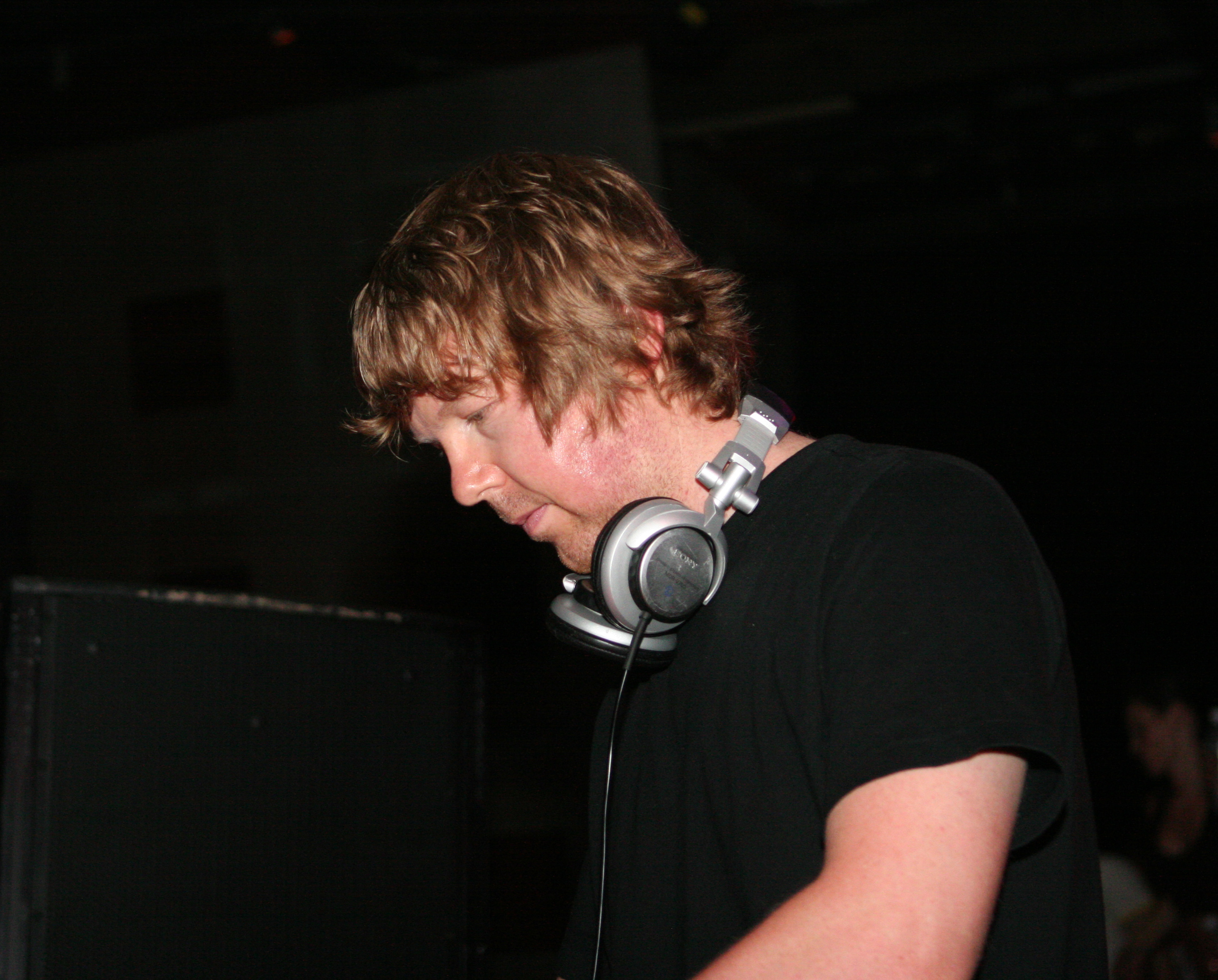
John Digweed

John Digweed (* 1967 in Hastings, England) ist einer der erfolgreichsten DJs und Musikproduzenten im Bereich der progressiven Trance- und Housemusik.

## Biographie
Schon als Jugendlicher übte er zu Hause das DJ-Handwerk. In Hastings (England) organisierte er die erfolgreiche Party-Serie Bedrock Nights. Doch als er 1987 nach London zog, blieben die meisten seiner Bewerbungen in Clubs unbeantwortet. Erst 1992 zeigte Renaissance Interesse und buchte ihn. Sein Stil entsprach nicht der damals gängigen Vorstellung von House und wurde in den Medien als "Epic House" apostrophiert. 1995 mixte Digweed zusammen mit DJ Sasha die erste Renaissance Compilation, die zu einem Meilenstein des Genres wurde. Parallel dazu veröffentlichte er Eigenproduktionen unter dem Label Bedrock. Der Track For What You Dream Of wurde in den Soundtrack des Films Trainspotting – Neue Helden aufgenommen und erreichte die Top40 der britischen Musikcharts.
Das Duo Sasha & Digweed wurde zu einem festen Begriff in der House-Szene und als Resident DJs im New Yorker Twilo Club konnten sie ihre Bekanntheit weltweit festigen, auch dank den begleitenden und erfolgreichen Mix-Compilations Northern Exposure. In den darauf folgenden Jahren gab es regelmäßig Veranstaltungen unter dem Titel Bedrock Night im Londoner Heaven's Club, die in der Szene in ganz Europa bekannt wurden.
1999 veröffentlichte Digweed seine zweite Global Underground Mix-CD (aufgenommen auf einer Party in Hongkong) und Remixe für Danny Tenaglia sowie Terminalhead. Mit der Produktion Heaven Scent hatte er einen der größten Club-Hits des Jahres.
2000 hatte Digweed in dem Film Groove eine Gastrolle, in der er sich selbst verkörperte.
2005 erreichte er den sechsten Platz beim Top 100 DJ Poll des englischen Magazins DJ Mag. 2001 erreichte er in derselben Umfrage bereits den ersten Platz und wurde damit zum besten DJ der Welt gewählt.
Digweed hat eine eigene, wöchentliche Radioshow "Transitions" auf dem britischen Radiosender Kiss100. Die Show etablierte sich zu einer der erfolgreichsten Dance-Sendungen Englands und wird über das Internet in die ganze Welt übertragen. Die zweistündige Show besteht zur einen Hälfte aus einem Set von John Digweed selbst und zur anderen Hälfte aus einem Set von einem Gast-DJ. Unter anderem waren schon Szene-Größen wie Deep Dish, Hernan Cattaneo und Nick Warren als Gast-DJ in der Sendung.

## Diskografie

### Eigenproduktionen
- For What You Dream Of
- Set in Stone/Forbidden Zone
- Heaven Scent
- Voices
- Beautiful Strange
- Emerald
- Forge
- Santiago
- Warung Beach
- Gridlock

### Mix-CDs
- Mixmag Live Vol. 8 (mit Gordon Kaye) (1993)
- Journeys by DJ Vol. 4 Silky Mix (1994)
- DJ Culture Vol. 2 (1994)
- Renaissance – The Mix Collection (mit DJ Sasha) (1994)
- Reinassance – The Mix Collection Vol. 2 (1995)
- Essential Mix Vol. 2 (mit Pete Tong, Mackintosh und Emerson) (1996)
- Northern Exposure (mit DJ Sasha) (1996)
- Northern Exposure II (mit DJ Sasha) (1997)
- The Winning Ticket (1997)
- Global Underground #006 – Sydney (1998)
- Northern Exposure Expeditions (mit DJ Sasha) (1999)
- Bedrock Mixed & Compiled (1999)
- Global Underground #014 – Hong Kong (1999)
- Communicate (mit DJ Sasha) (2000)
- Global Underground #019 – Los Angeles (2001)
- MMII (2002)
- Stark Raving Mad (mit Nick Muir) (2003)
- Layered Sounds (2004)
- Renaissance – The Mix Collection (10th Anniversary Edition) (mit DJ Sasha) (2004)
- Fabric 20 (2005)
- Choice – A Collection Of Classics (2005)
- Renaissance Transitions (2006)
- Renaissance Transitions Vol. 2 (2007)
- Renaissance Transitions Vol. 3 (2007)
- Renaissance Transitions Vol. 4 (2008)
- Gridlock (Jimmy Van M & Sabb Remixes) (2014)

## Belege
1. ↑  Chartquellen: UK FI